# Pogonogenys
Pogonogenys là một chi bướm đêm thuộc họ Crambidae.